# Cyatholipus
Cyatholipus és un gènere d'aranyes araneomorfes de la família dels ciatolípids (Cyatholipidae). Fou descrita per primera vegada l'any 1894 per Simon. tots els exemplars es troben a Sud-àfrica.

## Taxonomia
Cyatholipus, segons el World Spider Catalog de 2017, és un gènere amb 6 espècies:
- Cyatholipus avus Griswold, 1987
- Cyatholipus hirsutissimus Simon, 1894
- Cyatholipus icubatus Griswold, 1987
- Cyatholipus isolatus Griswold, 1987
- Cyatholipus quadrimaculatus Simon, 1894
- Cyatholipus tortilis Griswold, 1987